# 짐 스나이퍼 II
짐 스나이퍼Ⅱ(GM SniperⅡ)는 OVA《기동전사 건담 0080 주머니 속의 전쟁》에 등장하는 가공의 병기. 지구연방군 양산형 모빌슈트이다(형식번호: RGM-79SP).

### 기체 해설
일년전쟁 말기에 짐 스나이퍼 커스텀의「에이스・숙련 파일럿 + 양산형 고성능판」이라는 컨셉이 성공하자 그것을 답습, RGM-79D를 필두로 하는 후기 양산형 짐을 베이스로 개발된 기체이다. 두부 바이저에는 정밀사격용 센서와 고배율 카메라가 장비되어 있으며, 전용 저격 라이플로 원거리에서 적을 격멸하는 일이 가능하다. 그 외 성능도 일년전쟁 당시의 연방군 양산기로서는 최고급을 자랑하며, 통상 전투에서도 높은 전투력을 발휘한다.
그러나 생산 개시가 전쟁 말기였던데다가 고가였기 때문에 소수만이 생산되었으며, 일년전쟁에서 투입된 기체는 이보다 더욱 소수였다. 오스레일리아 전선 및 사이드 6에서 벌어진 특수작전 그리고 자브로 공방전 등 중요 국면에서 수기의 활약이 확인될 뿐이다. 또한 연방군 에이스「춤추는 검은 사신」리도 울프(Lydo Wolf) 소령이 최후에 사용한 기체로서도 유명하다.
전용저격 라이플은 실체탄 및 메가입자용 모두 존재한다고 하며, 그다지 많지 않은 본기의 실전 참가 기록과는 반대로 각국면에서 외관이 다른 복수의 모델이 확인되어 있다. 몇 개의 시작형(試作型) 라이플을 시험하기 위해 본기가 선택된 걸로도 보인다. 일설에는 후의 MSN-100과 동계열의 라이플을 사용했다고 하는 자료도 있지만 시대 배경 등을 고려하면 부정적인 의견이 대세이며, 상세는 불명이다. 이처럼 아직 무장에 관해서는 알 수 없는 점이 많이 존재한다.

### 극중에서의 활약
《주머니 속의 전쟁》 제 4 화「강을 건너고 숲을 헤쳐」에서 연방군 강습양륙함 그레이 팬텀 소속「스칼렛대」에 배치되어 있었으며, 사이드 6 리보 콜로니 내에 나타난 지온군 사이클롭스대의 MS-18E 켐퍼를 요격하기 위해 출격했지만 콜로니 내에서 공격 한 번 못하고 허망하게 전멸당했다.
또한 반다이 게임《기동전사 건담 외전 콜로니가 떨어진 대지에》(세가 드림 캐스트)에서는 플레이어가 최후에 조종하는 기체로 등장한다.

### 설정에 관해
《건담 공식 백과사전 건담 오피셜즈》에 따르면 상세는 불명이지만 짐 스나이퍼Ⅱ용 저격 라이플은 실체탄용과 메가입자용 양쪽 모두 개발되었다. 또한 RGM-79SP라는 형식번호는 구니오 오오카와라씨가 디자인한 사막전용 짐(Desert GM)에 먼저 사용되었다. 현재 사막전용 짐은 단순히 RGM-79라는 형식번호만이 부여되어 있다.
자세제어 버니어 수는 자료에 따라 그 수가 다른데, 《건담 공식 백과사전 건담 오피셜즈》에는 5기, 북미 건담 공식 홈페이지 https://web.archive.org/web/19991128202059/http://www.gundamofficial.com/%EC%97%90%EB%8A%94 8기로 기재되어 있다.

### 상품 전개
반다이의 레진 키트 전문 브랜드인 B클럽에서 과거에 1/220 레진 키트가 발매된 거 외에 1/144 짐 커맨드, MG 짐 커스텀을 베이스로 개조된 파츠 세트가 발매되었으나, 인젝션 키트로는 발매되지 않았으나 2017년 1월에 MG 등급으로 발매되었다.
- 건담 시리즈에 등장하는 병기 일람표